# کازیر
کازیر (به ایتالیایی: Casier) یک کومونه در ایتالیا است که در استان ترویزو واقع شده‌است.

## خصوصیات
کازیر ۱۳٫۴۶ کیلومترمربع مساحت و ۱۱٬۱۱۲ نفر جمعیت دارد و ۵ متر بالاتر از سطح دریا واقع شده‌است.

## خواهرخوانده
شهر Eaunes خواهرخواندهٔ کازیر هست.